# 格雷布夫

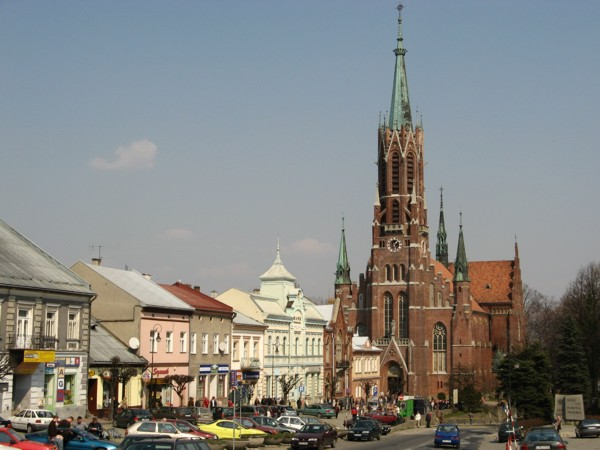

格雷布夫是波蘭的城鎮，位於該國南部，距離與斯洛伐克接壤的邊境，由小波蘭省負責管轄，面積17平方公里，海拔高度370米，2006年人口6,025。

## 外部連結
- Jewish Community in Grybów （页面存档备份，存于） on Virtual Shtetl

49°37′28″N 20°56′54″E / 49.62444°N 20.94833°E